# Звоновиці
Звоновиці (пол. Zwonowice, нім. Zwonowitz) — село в Польщі, у гміні Лиски Рибницького повіту Сілезького воєводства.
Населення — 1344 особи (2011).
У 1975-1998 роках село належало до Катовицького воєводства.

## Демографія
Демографічна структура станом на 31 березня 2011 року:
|          | Загалом | Допрацездатний вік | Працездатний вік | Постпрацездатний вік |
| -------- | ------- | ------------------ | ---------------- | -------------------- |
| Чоловіки | 681     | 148                | 463              | 70                   |
| Жінки    | 663     | 115                | 408              | 140                  |
| Разом    | 1344    | 263                | 871              | 210                  |